# Raden Anom
Raden Anom is een bestuurslaag in het regentschap Sarolangun van de provincie Jambi, Indonesië. Raden Anom telt 1005 inwoners (volkstelling 2010).